# Partido Socialista Democrático (Argentina)

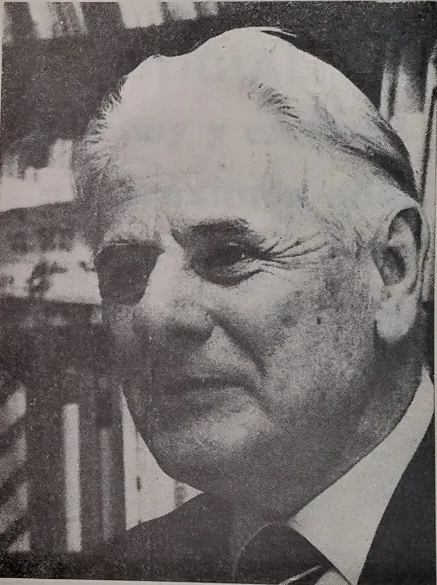
Américo Ghioldi fue candidato a presidente de la nación en las elecciones de marzo, 1973 por el Partido Socialista Democrático.

El Partido Socialista Democrático (PSD) fue un partido político argentino que se creó en 1958 tras la división del Partido Socialista. Luego del derrocamiento del gobierno de Juan Domingo Perón, el socialismo, liderado por Américo Ghioldi, defendió su participación en la dictadura autodenominada Revolución Libertadora. El Partido Socialista terminó dividiendo sus filas en 1958, fracturado principalmente por posiciones contrapuestas entre los grupos moderados, liderados por Alicia Moreau de Justo, y los antiperonistas, liderados por Ghioldi. En 1958, el Partido Socialista se dividió en un ala más socialdemócrata y centrista que luego se denominaría Partido Socialista Democrático ―liderado por Ghioldi―, y otra ala socialista de izquierda, que derivaría en el Partido Socialista Argentino, luego Partido Socialista Popular.
El sector liderado por Ghioldi sería criticado por apoyar todos los golpes de Estado producidos entre 1963 y 1983. Territorialmente el PSD había perdido mucha de la influencia que otrora tuviera el socialismo. Más allá de la ciudad de Buenos Aires, el PSD solo tendría fuerza en algunas pequeñas localidades de la provincia de Buenos Aires y en la ciudad de Mar del Plata, en donde los socialistas Teodoro Bronzini, Jorge Lombardo y Luis Fabrizio mantuvieron la Intendencia del Partido de Gral. Pueyrredón.
A partir de 1988 se produce un cambio significativo en el partido al ingresar a sus filas socialistas que habían ido quedando fuera de esas dos agrupaciones y formaban parte de la más pequeña Confederación Socialista Argentina (no confundir con su homónima del 2012) entre ellos los notables Héctor Polino y Alfredo Bravo; la inclusión de este último particularmente sirvió para que el partido "limpiara" su imagen después de la participación de algunos viejos dirigentes partidarios, que ya no estaban en el PSD entonces, en la dictadura autodenominada Proceso de reorganización nacional . Miembros de esta renovación, dirigentes jóvenes como Ariel Basteiro y Jorge Rivas, intentaron llevar al PSD hacia posiciones más de izquierda.
Entre los dirigentes más importante del partido se encontraban:
- Nicolás Repetto: diputado nacional.[5] [cita requerida]
- Américo Ghioldi: convencional constituyente, embajador de Portugal durante el mandato de facto de Videla.[6]
- Alfredo Bravo: maestro, fundador del sindicato docente CTERA, militante por los derechos humanos y legislador.[4]

En 2002 el partido, junto al Partido Socialista Popular, formó el reunificado Partido Socialista. No obstante, entre 2005 y 2007 muchos militantes que provenían del PSD abandonaron el Partido Socialista en protesta tras la expulsión de Jorge Rivas y Ariel Basteiro, dos prominentes miembros del Socialismo que habían apostado por apoyar políticamente al (por entonces naciente) kirchnerismo. En consecuencia y hasta la actualidad la militancia proveniente del PSD en el Partido Socialista es miníma.

### Elecciones presidenciales
|  | 3.38 % |

|  | 0,92 % |

|  | 0,34 % |

|  | 1.43 % |

|  | 29.30 % |

|  | 48.37 % |

### Elecciones a la cámara de diputados
|  | 4,76 % |

|  | 2,89 % |

|  | 3,89 % |

|  | 1,90 % |

|  | 0,11 % |

|  | 0,82 % |

|  | 0,71 % |

|  | 1,52 % |

|  | 2,57 % |

|  | 3,15 % |

|  | 2,40 % |

|  | 7,54 % |

|  | 29,42 % |

|  | 32,90 % |

|  | 8,25 % |

### Elecciones al senado
| Año | Votos     | %               | Bancas    | Bancas      | Bancas   | Bancas      | Senadores | Alianza |
| Año | Votos     | %               | Obtenidas | +/-         | En total | +/-         | Senadores | Alianza |
| --- | --------- | --------------- | --------- | ----------- | -------- | ----------- | --------- | --- |
| 1961                                                                                                   | Sin datos | Sin datos       | 0/15      | Sin cambios | 0/46     | Sin cambios |           | |
| 1963                                                                                                   | Sin datos | Sin datos       | 0/46      | Sin cambios | 0/46     | Sin cambios |           | |
| 1966                                                                                                   | Sin datos | Sin datos       | 0/15      | Sin cambios | 0/46     | Sin cambios |           | |
| 1973                                                                                                   | Sin datos | Sin datos       | 0/69      | Sin cambios | 0/69     | Sin cambios |           | |
| 1983                                                                                                   | Sin datos | Sin datos       | 0/46      | Sin cambios | 0/46     | Sin cambios |           | |
| 1986                                                                                                   | Sin datos | Sin datos       | 0/15      | Sin cambios | 0/46     | Sin cambios |           | Unidad Socialista |
| 1989                                                                                                   | Sin datos | Sin datos       | 0/16      | Sin cambios | 0/46     | Sin cambios |           | Unidad Socialista |
| 1992                                                                                                   | Sin datos | Sin datos       | 0/17      | Sin cambios | 0/48     | Sin cambios |           | Unidad Socialista |
| 1995                                                                                                   | Sin datos | Sin datos       | 0/40      | Sin cambios | 0/72     | Sin cambios |           | Frente País Solidario |
| 1998                                                                                                   | Sin datos | Sin datos       | 0/17      | Sin cambios | 0/72     | Sin cambios |           | Alianza para el Trabajo, la Justicia y la Educación |
| 2001                                                                                                   | 1.244.849 | \| \| 8,56 % \| | 0/72      | Sin cambios | 0/72     | Sin cambios |           | Ver alianzas:Frente Cívico y Social en Catamarca Alianza PSP - PSD en Córdoba Alianza para el Trabajo, la Justicia y la Educación en Santa Fe y Tucumán Partido Socialista Democrático: Alternativa para una República de Iguales en Buenos Aires Alternativa para una República de Iguales en CABA Alianza con Movimiento de Bases en Chaco Frente del Norte - Alternativa para una República de Iguales en Salta Frente Cívico para una República de Iguales en Santiago del Estero Sin alianza en Río Negro |
| Reunificación del Partido Socialista Democrático y Partido Socialista Popular en el Partido Socialista |           |                 |           |             |          |             |           | |
| | 8,56 %    |                 |           |             |          |             |           | |

### Elecciones legislativas en Capital Federal
|  | 2,46 % |

|  | 1,41 % |

|  | 1,71 % |

|  | 4,57 % |

|  | 7,51 % |

|  | 10,70 % |

|  | 34,71 % |

|  | 56,03 % |

|  | 36,66 % |